# Terre dissodate
Terre dissodate (Поднятая целина) è un romanzo di Michail Aleksandrovič Šolochov composto da due parti: la prima del 1932 scritta sotto l'emozione degli avvenimenti, la seconda del 1960 più sbiadita.
Il romanzo descrive, la vita di un villaggio russo prima e durante la “collettivizzazione” delle campagne russe  all'indomani della rivoluzione.
La politica sovietica promosse il principio dello sfruttamento egualitario della terra cercando di richiamarsi all'antica tradizione della Sèlskaja obscìna (una specie di comune del villaggio).
Tale politica intendeva consegnare il potere ai kombèdy (comitati dei contadini poveri) divenuti  organi del potere sovietico a sfavore dei proprietari terrieri più ricchi: i kulakì.
In Italia, dopo una prima edizione in più volumi presso Editori Riuniti del 1959, l'opera è stata ripubblicata con il titolo "Terre vergini" (Garzanti, edizione tascabile in volume unico dell'ottobre 1966, con traduzione di Natalia Bavastro).